# Quincy Owusu-Abeyie
Quincy James Owusu-Abeyie (Amsterdam, 15 april 1986) is een voormalig Nederlands-Ghanees voetballer die bij voorkeur als vleugelaanvaller speelt. Hij was van 2008 tot 2011 international in het Ghanees voetbalelftal, nadat hij eerder voor nationale jeugdelftallen van Nederland speelde. Sinds eind jaren 10 is Owusu actief als rapper onder de naam Blow (The Kilo King).

## Clubvoetbal

### Ajax
Owusu-Abeyie genoot zijn opleiding bij Ajax, maar na enkele conflicten met jeugdtrainers werd geconcludeerd dat zijn karakter niet bij Ajax paste en moest hij vertrekken.

### Engeland
In september 2002 tekende hij een contract bij Arsenal, dat hem op 1 juli 2003 een langdurig contract liet ondertekenen. Owusu-Abeyie maakte zijn debuut in een wedstrijd voor de League Cup tegen Rotherham United op 28 oktober 2003. Iets meer dan een jaar later, op 9 november 2004, maakte hij zijn eerste officiële doelpunt voor de club, wederom in de League Cup, nu tegen Everton.

### Spartak Moskou
Nadat hij bij Arsenal geen basisplaats wist af te dwingen, tekende hij op 31 januari 2006 een contract bij het Russische Spartak Moskou. In het jaar 2006 speelde hij twaalf wedstrijden in de Premjer-Liga voor de club. Dat jaar kende hij regelmatig blessureleed. Na de zomer van 2007 werd Owusu-Abeyie door Spartak Moskou verhuurd aan Celta de Vigo. Voor deze club maakte hij in 21 wedstrijden vier doelpunten. In de zomer van 2008 ging hij tot en met december op huurbasis voor Birmingham City spelen. Door Spartak werd hij ook verhuurd aan Cardiff City en Portsmouth, voordat hij de club per 1 april 2010 definitief verliet om naar Al-Sadd in Qatar te gaan.

### Al-Sadd
Bij Al-Sadd kwam hij niet aan spelen toe en dus werd hij verhuurd aan Málaga CF en Panathinaikos, waar hij wel regelmatig aan spelen toe kwam. Daarna maakte hij definitief de overgang naar Panathinaikos, waar hij na het seizoen 2013/14 vertrok. Hij tekende een eenjarig contract bij Boavista. Deze verbintenis werd in februari 2015 voortijdig ontbonden.

### N.E.C.
Owusu-Abeyie was daarna anderhalf jaar op zoek naar een club. Hij was in de zomer van 2016 op proef bij SC Heerenveen en N.E.C., toen hij in juli 2016 een contract tot medio 2017 tekende bij N.E.C.. Hiermee ging hij voor het eerst in zijn profcarrière in de Nederlandse competitie spelen. Hij maakte op 5 augustus 2016 zijn debuut voor N.E.C., tijdens een wedstrijd in de Eredivisie tegen PEC Zwolle. Hij werd in dat duel na 80 minuten vervangen door Mohamed Rayhi. Op 6 december 2016 maakte de clubleiding bekend dat Owusu-Abeyie tot nader order niet welkom was bij de A-selectie van NEC. De aanvaller was om disciplinaire redenen verbannen naar de Nijmeegse beloftes. Een "opeenstapeling van incidenten" zou ten grondslag liggen aan het besluit, dat de speler te horen kreeg van trainer Peter Hyballa en technisch manager Edwin de Kruijff. Op 4 januari 2017 kwam er een definitief einde aan de samenwerking tussen NEC en de aanvaller. De club en speler werden het eens over de ontbinding van het eenjarige contract.
Na zijn vertrek bij N.E.C. stopte Owusu-Abeyie met voetballen. In 2020 keerde Owusu-Abeyie terug in het voetbal. Hij ging voetballen bij amateurvereniging SV Robinhood.

## Rapper
Tegenwoordig is Owusu-Abeyie rapper. Hij staat bekend onder de naam Blow (The Kilo King) en maakt deel uit van de Amsterdamse rapformatie De Fellas. Op 17 januari 2020 bracht hij zijn eerste soloalbum uit, New Chapter, waarmee hij tegelijkertijd zijn identiteit onthulde.

## Carrièrestatistieken
| Seizoen                       | Club              | Competitie       | Competitie | Competitie | Beker | Beker | Internationaal | Internationaal | Overig | Overig | Totaal | Totaal |
| Seizoen                       | Club              | Competitie       | Wed.       | Dlp.       | Wed.  | Dlp.  | Wed.           | Dlp.           | Wed.   | Dlp.   | Wed.   | Dlp.   |
| ----------------------------- | ----------------- | ---------------- | ---------- | ---------- | ----- | ----- | -------------- | -------------- | ------ | ------ | ------ | ------ |
| 2004/05                       | Arsenal           | Premier League   | 1          | 0          | 2     | 0     | 1              | 0              | 0      | 0      | 4      | 0      |
| 2005/06                       | Arsenal           | Premier League   | 4          | 0          | 4     | 1     | 4              | 0              | 0      | 0      | 12     | 1      |
| 2005/06                       | Spartak Moskou    | Premjer-Liga     | 14         | 1          | 0     | 0     | 0              | 0              | 0      | 0      | 14     | 1      |
| 2006/07                       | Spartak Moskou    | Premjer-Liga     | 6          | 0          | 0     | 0     | 5              | 0              | 0      | 0      | 11     | 0      |
| 2007/08                       | → Celta de Vigo   | Segunda División | 20         | 4          | 0     | 0     | 0              | 0              | 0      | 0      | 20     | 4      |
| 2008/09                       | Spartak Moskou    | Premjer-Liga     | 8          | 2          | 0     | 0     | 0              | 0              | 0      | 0      | 8      | 2      |
| 2008/09                       | → Birmingham City | Championship     | 19         | 2          | 2     | 1     | 0              | 0              | 0      | 0      | 21     | 3      |
| 2008/09                       | → Cardiff City    | Championship     | 5          | 0          | 0     | 0     | 0              | 0              | 0      | 0      | 5      | 0      |
| 2009/10                       | → Portsmouth      | Premier League   | 10         | 0          | 1     | 1     | 0              | 0              | 0      | 0      | 11     | 1      |
| 2010/11                       | Al-Sadd           | Qatari League    | 0          | 0          | 0     | 0     | 0              | 0              | 0      | 0      | 0      | 0      |
| 2010/11                       | → Málaga          | Primera División | 25         | 2          | 3     | 1     | 0              | 0              | 0      | 0      | 28     | 3      |
| 2011/12                       | → Panathinaikos   | Super League     | 25         | 4          | 2     | 0     | 3              | 0              | 5      | 0      | 35     | 4      |
| 2012/13                       | Panathinaikos     | Super League     | 13         | 0          | 1     | 0     | 5              | 0              | 0      | 0      | 19     | 0      |
| 2013/14                       | Panathinaikos     | Super League     | 0          | 0          | 0     | 0     | 0              | 0              | 0      | 0      | 0      | 0      |
| 2014/15                       | Boavista          | Primeira Liga    | 7          | 0          | 4     | 1     | 0              | 0              | 0      | 0      | 11     | 1      |
| 2016/17                       | N.E.C.            | Eredivisie       | 12         | 0          | 1     | 0     | 0              | 0              | 0      | 0      | 13     | 0      |
| Carrière totaal               | Carrière totaal   | Carrière totaal  | 168        | 15         | 21    | 5     | 18             | 0              | 5      | 0      | 211    | 20     |
| Bijgewerkt tot 4 januari 2017 |                   |                  |            |            |       |       |                |                |        |        |        |        |

## Interlandcarrière
Ghana
Owusu-Abeyie werd geselecteerd voor het Ghanees voetbalelftal dat zou deelnemen aan de Afrika Cup 2008. Op 20 januari 2008 speelde Quincy zijn eerste interland voor Ghana. Hij won in zijn debuutwedstrijd met 2–1 van Guinee.
Nederland –21
Owusu-Abeyie debuteerde op 16 augustus 2005 in Nederland –21, in een vriendschappelijke wedstrijd tegen België –21 (2 – 1).
| Interlands van Quincy Owusu-Abeyie | Interlands van Quincy Owusu-Abeyie | Interlands van Quincy Owusu-Abeyie | Interlands van Quincy Owusu-Abeyie | Interlands van Quincy Owusu-Abeyie | Interlands van Quincy Owusu-Abeyie |
| №                                  | Datum                              | Wedstrijd                          | Uitslag                            | Soort Wedstrijd                    | Doelpunten                         |
| Als speler bij Arsenal FC          | Als speler bij Arsenal FC          | Als speler bij Arsenal FC          | Als speler bij Arsenal FC          | Als speler bij Arsenal FC          | Als speler bij Arsenal FC          |
| ---------------------------------- | ---------------------------------- | ---------------------------------- | ---------------------------------- | ---------------------------------- | ---------------------------------- |
| 1.                                 | 16 augustus 2005                   | België – Nederland                 | 1 – 2                              | Vriendschappelijk                  | 0                                  |
| 2.                                 | 3 september 2005                   | Armenië – Nederland                | 1 – 3                              | Kwalificatie EK 2006               | 1                                  |
| 3.                                 | 7 oktober 2005                     | Tsjechië – Nederland               | 2 – 4                              | Kwalificatie EK 2006               | 0                                  |
| 4.                                 | 11 oktober 2005                    | Nederland – Macedonië              | 4 – 0                              | Kwalificatie EK 2006               | 0                                  |
| 5.                                 | 13 oktober 2005                    | Slovenië – Nederland               | 0 – 0                              | Kwalificatie EK 2006               | 0                                  |
| 6.                                 | 16 oktober 2005                    | Nederland – Slovenië               | 2 – 0                              | Kwalificatie EK 2006               | 0                                  |
| 7.                                 | 14 november 2006                   | Nederland – Engeland               | 0 – 1                              | Vriendschappelijk                  | 0                                  |

Nederland –19
Owusu-Abeyie debuteerde op 6 september 2003 in Nederland –19, in een vriendschappelijke wedstrijd tegen Oostenrijk –19 (1 – 0).
| Interlands van Quincy Owusu-Abeyie | Interlands van Quincy Owusu-Abeyie | Interlands van Quincy Owusu-Abeyie | Interlands van Quincy Owusu-Abeyie | Interlands van Quincy Owusu-Abeyie | Interlands van Quincy Owusu-Abeyie |
| №                                  | Datum                              | Wedstrijd                          | Uitslag                            | Soort Wedstrijd                    | Doelpunten                         |
| Als speler bij Arsenal FC          | Als speler bij Arsenal FC          | Als speler bij Arsenal FC          | Als speler bij Arsenal FC          | Als speler bij Arsenal FC          | Als speler bij Arsenal FC          |
| ---------------------------------- | ---------------------------------- | ---------------------------------- | ---------------------------------- | ---------------------------------- | ---------------------------------- |
| 1.                                 | 6 september 2003                   | Nederland – Oostenrijk             | 1 – 0                              | Vriendschappelijk                  | 0                                  |
| 2.                                 | 17 oktober 2003                    | Nederland – IJsland                | 1 – 1                              | Kwalificatie EK 2004               | 0                                  |
| 3.                                 | 19 oktober 2003                    | Moldavië – Nederland               | 0 – 0                              | Kwalificatie EK 2004               | 0                                  |
| 4.                                 | 21 oktober 2003                    | Nederland – Israël                 | 2 – 0                              | Kwalificatie EK 2004               | 0                                  |
| 5.                                 | 18 november 2003                   | België – Nederland                 | 0 – 1                              | Vriendschappelijk                  | 0                                  |
| 6.                                 | 20 mei 2004                        | Hongarije – Nederland              | 1 – 0                              | Kwalificatie EK 2004               | 0                                  |
| 7.                                 | 24 mei 2004                        | Nederland – Litouwen               | 1 – 0                              | Kwalificatie EK 2004               | 0                                  |

Nederland –15
Owusu-Abeyie debuteerde op 2 april 2001 in Nederland –15, in een vriendschappelijke wedstrijd tegen Ierland –15 (2 – 1).
| Interlands van Quincy Owusu-Abeyie | Interlands van Quincy Owusu-Abeyie | Interlands van Quincy Owusu-Abeyie | Interlands van Quincy Owusu-Abeyie | Interlands van Quincy Owusu-Abeyie | Interlands van Quincy Owusu-Abeyie |
| №                                  | Datum                              | Wedstrijd                          | Uitslag                            | Soort Wedstrijd                    | Doelpunten                         |
| Als speler bij AFC Ajax            | Als speler bij AFC Ajax            | Als speler bij AFC Ajax            | Als speler bij AFC Ajax            | Als speler bij AFC Ajax            | Als speler bij AFC Ajax            |
| ---------------------------------- | ---------------------------------- | ---------------------------------- | ---------------------------------- | ---------------------------------- | ---------------------------------- |
| 1.                                 | 2 april 2001                       | Nederland – Ierland                | 2 – 1                              | Vriendschappelijk                  | 0                                  |
| 2.                                 | 4 april 2001                       | Nederland – Ierland                | 1 – 1                              | Vriendschappelijk                  | 0                                  |